# 1725
1725 (MDCCXXV) fue un año común comenzado en lunes según el calendario gregoriano.

## Acontecimientos
- 25 de enero: el corsario español Amaro Pargo recibe el título de Hidalgo (noble).
- 8 de febrero: Con la muerte del Zar Pedro I de Rusia, asume el trono la emperatriz Catalina I.
- 30 de abril: España y el Sacro Imperio Romano Germánico firman el tratado de Viena.
- 24 de mayo: en el tribunal penal central de Old Bailey (Londres) es ahorcado el jefe de policía («cazador general de ladrones») Jonathan Wild por descubrirse que utilizaba su puesto de comisario para liderar una red de crimen organizado.
- 3 de septiembre: Gran Bretaña, Francia y Prusia firman el tratado de Hanóver.
- 12 de septiembre: Interpretación de la serenata La Gloria e Imeneo para soprano, mezzosoprano y orquesta, RV 687, de Antonio Vivaldi, en conmemoración de la boda (el 5 de septiembre) del rey Luis XV con la princesa polaca María Leszczyńska

## Ciencia y tecnología
- El odontólogo Lazare Riviere propone el uso del aceite de clavo debido a sus propiedades sedantes.

## Nacimientos
- 25 de enero: Pablo de Olavide, político español (f. 1803).
- 2 de abril: Casanova, aventurero y escritor (f. 1798).
- 11 de abril: Juan Bautista Aguirre, notable filósofo, poeta y científico nacido en el actual Ecuador (f. 1786).
- 22 de noviembre: Ignaz Günther, tallador de madera y escultor alemán (f. 1775).
- 25 de diciembre: Esteban Salas, compositor de música religiosa y sacerdote cubano (f. 1803).

## Fallecimientos
- 8 de febrero: Pedro I, zar ruso.
- 29 de junio: Juan Manuel Fernández Pacheco, aristócrata español y fundador de la RAE.